# Riba de Âncora
Riba de Âncora es una freguesia portuguesa del concelho de Caminha, con 8,57 km² de superficie y 778 habitantes (2001). Su densidad de población es de 90,8 hab/km².